# Johann Rotger Torck
Johann Rotger Torck (* 1628; † 5. September 1686 in Münster) war Dompropst in Minden sowie Generalvikar und Domdechant in Münster.

## Leben

### Herkunft und Familie
Johann Rotger Torck entstammte dem westfälischen Adelsgeschlecht Torck. Sein Vater war Rotger Dietrich Torck zu Asbeck und Vorhelm, seine Mutter Anna von Schencking zu Bevern. Seine Schwester Elisabeth war Stiftsdame in Metelen. Anna Sophia (1636–1684, Stiftsdame zu Nottuln, ⚭ Bernhard Wilhelm von Westerholt). Sein Bruder Steffen Dietrich (⚭ von Reede) war Herr zu Vornhelm und Asbeck.
Johann Rotger war der Neffe von Anna Sophia Torck, Äbtissin im Stift Nottuln.

### Wirken
Im Alter von neun Jahren erhielt Johann Rotger eine Tonsur und wurde damit auf ein geistliches Leben vorbereitet. Die Niederen Weihen empfing er am 15. August 1645. Er besuchte das Collegium Germanicum in Rom. Im Jahre 1657 wurde er Domherr in Paderborn. Seine Wahl zum Dompropst in Minden fiel in das Jahr 1659. Von 1674 an war er Domdechant in Münster und hier von 1683 bis zu seinem Tod im Jahre 1686 Generalvikar. Johann Rotger war zugleich Propst vom Stift St. Martini in Münster und im Besitz der Archidiakonate Stadtlohn und Warendorf.

### Politische Ämter
- Präsident der Hofkammer
- Geheimer Rat